# M4 (Storbritannien)

Lägeskarta.

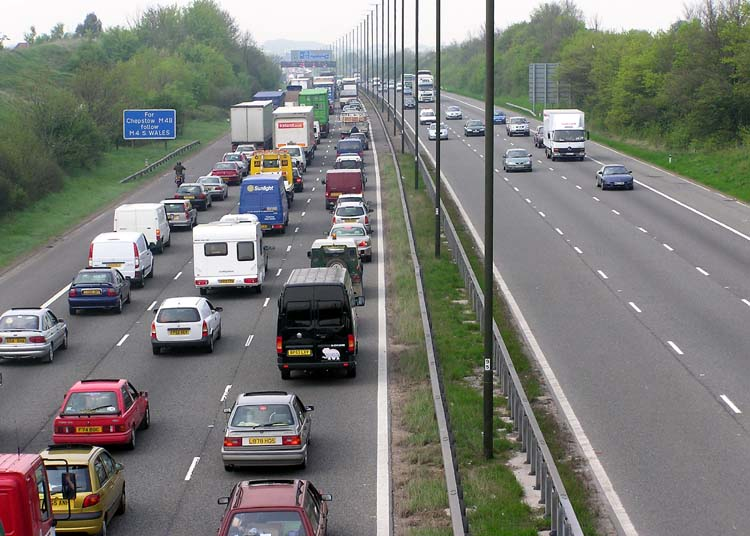
Tät trafik på motorvägen M4.

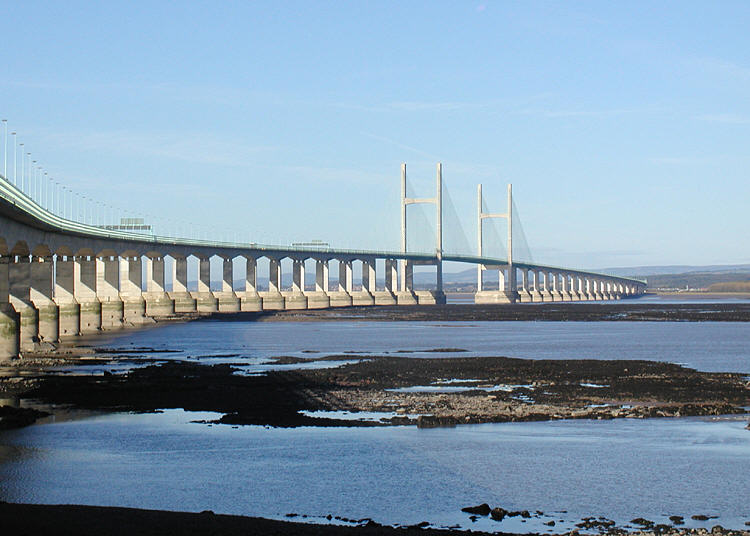
Bron över Severn mellan England och Wales.

M4 är en motorväg i Storbritannien som binder ihop London med södra Wales. Den är en del av E30, och går förbi Windsor, Slough, Reading, Swindon och Bristol, över floden Severn, förbi Newport och Cardiff, och slutar vid Pontarddulais utanför Swansea. Väster om Swansea fortsätter E30 på fyrfältsvägen A48 till Carmarthen, och därifrån på A40 till Fishguard, som har färjeförbindelse till Irland. I London ansluter M4 till den västra delen av den stora motorvägsringen M25. I Bristol ansluter den till M5 och M49. En stor del av motorvägen har sex körfält.
M4 är en av de mest betydelsefulla motorvägarna i Storbritannien då detta är den väg som binder ihop London med stora delar av Wales. För Wales är detta dels förbindelserna till England men också den förbindelse som Wales har mot övriga Europa. En annan viktig funktion som M4 har är att den går förbi Londons största internationella flygplats Heathrow och tar hand om mycket trafik därifrån och dit. Delarna närmast London är hårt belastade, och är en av Europas mest trafikerade motorvägar.
Vid floden Severn, som bildar gräns mellan England och Wales, går motorvägen över Second Severn Crossing som är en stor snedkabelbro. Bron är konstruerad med hängande kablar och liknar till exempel Öresundsbron i sin konstruktion även om den inte är fullt lika stor. Tidigare gick M4 över den gamla bron över Severn som numera är M48.